# 金星人
金星人（きんせいじん）は、かつて金星に住んでいると想像されていた知的生命体。現代の科学では金星人は実在しないとされる。

## 金星人観の変化
金星は地球とよく似たサイズの惑星で、1761年には地球と同様に大気を持つことも発見されていた。このため、金星探査機による詳細な観測が行われる以前は、金星は地球にある程度似た気候なのではないかという想像がなされた。金星は地球よりやや暖かく熱帯のような気候だという説もあり、金星生命、ひいては金星人の可能性は十分にありうると考えられていた。この時期のSF、とりわけスペースオペラでは、金星人は火星人と並んで人気のあるテーマだった。超常現象では、ジョージ・アダムスキーのコンタクト証言もこの時期（1952年）である。
しかし、1960年代以降の惑星探査によって、実際の金星表面は90気圧の高圧と460℃以上の超高温の世界であることが明らかになった。1967年にソヴィエト連邦のベネラ4号が高層の温度測定に成功した後、1975年のベネラ9号以降で着陸に成功し、金星表面の温度と気圧が初めて直接に測定された。この環境は、地球上で知られている好熱菌の生育可能温度よりはるかに高温である。
なお、金星に原始的生命が存在する可能性は完全に否定されたわけではない。高度50km程度の大気中に生命が生存できるのではないかという研究がある。金星表面は生物にとって苛酷な環境だが、大気の上層に行くにつれ気圧や気温が適度に低下するためである。ただし仮に存在するとしても、知的生命体ではなく浮遊性の微生物だろうと考えられている。

## アダムスキーが会ったと主張する金星人
空飛ぶ円盤で有名なジョージ・アダムスキーが、1952年11月20日、アメリカカリフォルニアのモハーヴェ砂漠で、初めて出会ったと主張。ほぼ地球人と変わらない外見で、「額が広く、外に吊り上った灰緑の瞳の目、よく焼けたような肌」をしていたと言う。他にも、テレパシーで相手の心を読むこともできる。「オーソン」という金星人であると、アダムスキーは主張している。これらの情報の信頼性については、ジョージ・アダムスキーの項目を参照。

## フィクションに登場する金星人
スペースオペラ全盛時には、太陽系内の惑星は内側の軌道を回るものから順に誕生した、という考え方が一般的だった。このため、金星には地球より早く文明が生まれ発展した（あるいはその後謎の滅亡を遂げた）という設定で描かれることが多かった。逆に木星や土星は未開の秘境として描かれた。
また、ヴィーナスへの連想からか、（地球人から見ての）美女として描かれることも多い。
- 映画『三大怪獣 地球最大の決戦』（1964年） - 生命と文明があったが、宇宙怪獣キングギドラに滅ぼされたとされている。某国の王女の心に眠っていた金星人の意識がよみがえるというもので、金星人自体は登場しない。
- 映画『ねらわれた学園』 - 峰岸徹演ずる胴体に目玉がある金星人が登場する。
- 映画『金星人地球を征服(原題It conquered the world)』（1956年、アメリカ、監督：ロジャー・コーマン）- あまりにも人間離れした姿である。
- 映画『金星ロケット発進す(原題：Der schweigende Stern)』 (1960年、東ドイツ・ポーランド合作) - 金星人が地球を攻撃するとの情報を得て、日本を含む各国の専門家たちが金星に向かう。
- 漫画『UMA大戦 ククルとナギ』（2005年 - 2007年） - 650万年前、「アカシャの力」を持ち出した戦士ククルによって大打撃を受けた。
- 小説『第五惑星アスカ』（1989年） - 地球の原子力発電所で被曝した労働者の子が超能力を得、時空を超えて過去の金星に跳び、金星人の祖となる。
- 小説「金星シリーズ」（エドガー・ライス・バローズ） - （火星シリーズの）火星を目指した地球人が、事故で金星に到達し、冒険を行う。
- 小説「キャプテン・フューチャーシリーズ」（エドモンド・ハミルトン） - 太陽系の九惑星すべてに人類（地球人に似た知的生命体）が存在している。